# Ilse Aichinger
Ilse Aichinger (ur. 1 listopada 1921 w Wiedniu, zm. 11 listopada 2016 tamże) – austriacka poetka i pisarka, znacząca reprezentantka powojennej literatury niemieckojęzycznej. Pisała utwory epickie, wiersze i słuchowiska.

## Życiorys
Była jedną z córek-bliźniaczek lekarki żydowskiego pochodzenia oraz nauczyciela, pochodzącego z Górnej Austrii. Po rozpadzie małżeństwa rodziców, córki pozostały z matką. Po Anschlussie Austrii i dojściu nazistów do władzy była represjonowana. Na podstawie ustaw norymberskich Ilse Aichinger została uznana za „mieszańca (mischlinga) I stopnia”, a jej matka za Żydówkę czystej krwi. Matura w 1939 roku. W lipcu 1939 roku siostra-bliźniaczka Ilse, Helga wyjechała z jednym z ostatnich Kindertransportów do Londynu. Wybuch wojny nie pozwolił pozostałym członkom rodziny na dołączenie do niej. Babka Ilse oraz młodsze rodzeństwo jej matki zostali deportowani do Mińska i zamordowani w obozie zagłady w Małym Trościeńcu. Status mieszańca pozwolił Ilse, a także jej matce (jako osobie „pozostającej z nią we wspólnym gospodarstwie domowym”) na pozostanie w Wiedniu, jednak nie mogła podjąć studiów oraz została objęta nakazem pracy.
Po zakończeniu wojny Ilse Aichinger rozpoczęła studia medyczne, jednak przerwała je po pięciu semestrach, aby skoncentrować się na ukończeniu swojej powieści Większa nadzieja, w sposób symboliczny nawiązującej do jej przeżyć podczas wojny. Jej debiutem literackim był opublikowany w 1945 roku esej Czwarta brama (Das vierte Tor), w którym po raz pierwszy w literaturze austriackiej została poruszona tematyka obozów koncentracyjnych. W roku 1949 podjęła pracę lektora w wydawnictwie S. Fischer Verlag, potem była asystentką Inge Aicher-Scholl, która zakładała Szkołę Wzornictwa w Ulm (Hochschule für Gestaltung Ulm).
W 1951 roku Hans Werner Richter zaprosił ją na zebranie Grupy 47. Opublikowane w 1952 roku opowiadanie Lustrzana historia otrzymało nagrodę literacką przyznawaną przez członków grupy. W 1953 roku wyszła za mąż za innego członka Grupy 47, Güntera Eicha. Mieli dwoje dzieci: Clemensa (1954–1998) i Miriam (ur. 1957).
W późniejszym okresie Ilse Aichinger tworzyła krótkie formy poetyckie i prozatorskie, w tym surrealistyczne sceny i dialogi zebrane w tomie Zu keiner Stunde, a także słuchowiska radiowe.

## Wybrana twórczość
- 1945: Das vierte Tor, opowiadanie
- 1948: Wielka nadzieja (Die größere Hoffnung), powieść,
- 1949: Lustrzane odbicie, opowiadanie (publikacja 1953 w tomie Der Gefesselte)
- 1953: Der Gefesselte, zbiór opowiadań (pierwotnie wydany 1952 pod tytułem Rede unter dem Galgen)
- 1953: Knöpfe słuchowisko radiowe
- 1957: Zu keiner Stunde. Szenen und Dialoge zbiór krótkich form
- 1961: Besuch im Pfarrhaus, słuchowisko
- 1963: Wo ich wohne, opowiadanie
- 1965: Eliza, Eliza, opowiadania
- 1969: Auckland, słuchowisko
- 1970: Nachricht vom Tag, opowiadania
- 1976: Schlechte Wörter, opowiadania
- 1978: Podarowana rada (Verschenkter Rat), poezja
- 1978: Meine Sprache und ich, opowiadania
- 1996: Kleist, Moos, Fasane, opowiadania
- 2001: Film und Verhängnis. Blitzlichter auf ein Leben, autobiografia
- 2005: Niewiarygodne podróże (Unglaubwürdige Reisen), przekład na język polski Emilia Bielicka, 2007, ISBN 978-83-07-03135-4.
- 2006: Subtexte, esej

### Wydania polskie
- 2002: Podarowana rada / Verschenkter Rat (wyd. dwujęzyczne), przeł. Ryszard Wojnakowski, Kraków, ISBN 83-913693-4-X.
- 2013: Mój zielony osioł. Opowiadania, wiersze, słuchowiska. Wybór i układ utworów: Monika Schoeller(inne języki) i Dietrich Simon; redakcja i opracowanie Jacek St. Buras, Wrocław, ISBN 978-83-63129-47-7.